# Малонно
Малонно (італ. Malonno) — муніципалітет в Італії, у регіоні Ломбардія,  провінція Брешія.
Малонно розташоване на відстані близько 500 км на північ від Рима, 115 км на північний схід від Мілана, 70 км на північ від Брешії.
Населення — 3305 осіб (2014).

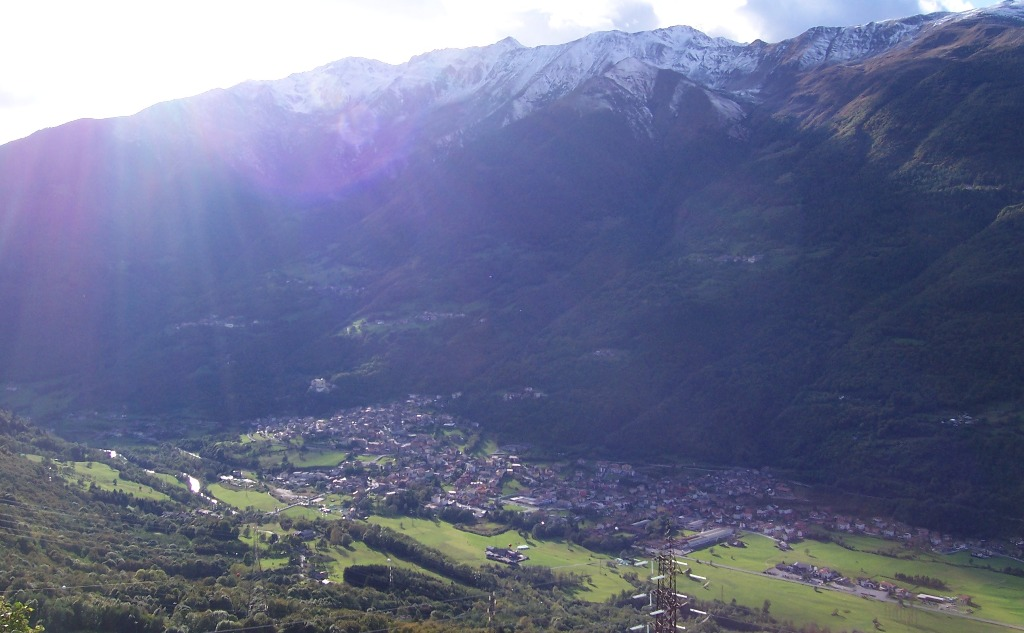

Щорічний фестиваль відбувається 15 лютого. Покровитель — Santi Faustino e Giovita.

## Демографія
Населення за роками:

Станом на 1 січня 2023 року в муніципалітеті офіційно проживало 40 іноземців з 12 країн, серед них 20 громадян країн Євросоюзу та 5 громадян України.

## Сусідні муніципалітети
- Берцо-Демо
- Кортено-Гольджі
- Едоло
- Паїско-Ловено
- Соніко